# إريك سميث (رسام)
اريك سميث (بالإنجليزية: Eric Smith) هو رسام أسترالي، ولد في 5 أغسطس 1919 في ملبورن في أستراليا، وتوفي في 20 فبراير 2017 في سيدني في أستراليا.